# Alpenus microsticta
Alpenus microsticta är en fjärilsart som beskrevs av George Francis Hampson 1920. Alpenus microsticta ingår i släktet Alpenus och familjen björnspinnare. Inga underarter finns listade i Catalogue of Life.